# ساختمان‌های سبز در محیط‌های دانشگاهی
ساختمان‌های سبز در محیط‌های دانشگاهی به ساخت‌وسازی قدرتمند از سازه‌ها در محیط‌های دانشگاهی گفته می‌شود که سبب کاهش منابع مورد استفاده در فرایند ساختمان‌سازی و همچنین استفاده آتی از ساختمان است. هدف این است که انتشار گازهای دی‌اکسید کربن، مصرف انرژی و آب کاهش یابد و در کنار آن محیطی ایمن و سالم برای یادگیری دانشجویان ایجادشود. [۱]
محوطه‌سازی یکی از مهم‌ترین مباحثی است که شاید امروزه خیلی محیط زندگی ما را تحت‌تأثیر قرارداده است. برای محوطه‌سازی تعاریف متعدد می‌توان بیان‌کرد، یک تعریف دانشگاهی به این صورت است که «به تسطیح و آماده نمودن بستر طبیعی زمین جهت ساخت یا زیباسازی محوطه‌های ساختمان، سیستم‌های ارتباطی مانند خیابان و پیاده‌رو، شبکه‌های جمع‌آوری آب و فاضلاب و سایر تأسیسات محوطه‌سازی می‌گویند» است.

## مزیت‌های ساختمان سبز در محیط‌های دانشگاهی
ساختمان‌های سبز در محیط‌های دانشگاهی مزایای متعددی را به همراه دارد. این محیط‌ها از مزایای اقتصادی کوتاه مدت و بلند مدت سود می‌برند. در ابتدا دولت‌های فدرال و استانی تخفیف‌های مالیاتی را برای ساختمان‌هایی که استاندارد تدوین شده دولتی را رعایت می‌کنند در نظر می‌گیرند. همچنین صرفه جویی‌های بلند مدتی نیز وجود دارد. بر اساس USGBC درآمد حاصل از سرمایه‌گذاری در ۲ درصد طراحی ساختمان منجر به صرفه جویی ۲۰ درصدی در کل هزینه‌های ساختمانی می‌شود. از آنجا که بسیاری از دانشگاه‌ها با مسئله کمبود سالیانه مواجه هستند، این نوع صرفه‌جویی کمک شایانی در تأمین بودجه آن‌ها دارد. هم‌زمان با این صرفه‌جویی مالی، ساخت و ساز و معماری سبب ایجاد اشتغالی پایدار نیز می‌شود.
مطالعات نشان داده‌است که ارتباطی میان طراحی روشنایی و ۲۷ درصد کاهش بروز سردرد وجود دارد. همچنین پژوهش‌ها نشان می‌دهد دانشجویانی که در روشنایی روز سر کلاس‌های درس حاضر می‌شوند ۲۰ درصد سریع‌تر به آزمون‌های ریاضیاتی و ۲۴ درصد سریع تر در آزمون‌های خواندنی در یک سال نسبت به دانشجویانی که کمتر از روشنایی روز استفاده می‌کنند، پاسخ می‌دهند. این دو وضعیت دانشجویان نشان می‌دهد که شرایط نوری بهتر یکی از ویژگی‌های ساختمانهای سبز است که بهره‌وری ساکنانش را افزایش می‌دهد. دانشجویان در دانشگاه‌هایی که از ساختمان‌های سبز استفاده می‌کنند از این فرصت سود می‌برند که می‌توانند استعدادهای بالقوه خود را در جهت کسب دانش و مهارت افزایش دهند. همچنین یکی از مهم‌ترین مزیت‌های محیط‌های دانشگاهی سبز این است که این محیط‌های قابل پذیرش و تحمل می‌شوند. دانشجویان هر چه بیشتر با مسائلی چون انتشار کربن و افزایش مصرف آشنا می‌شوند. این دانشجویان تمایل دارند در دانشگاهی حضور داشته باشند که بتوان در راستای کاهش تأثیرات منفی بر محیط زیست تلاش نمایند. دانشگاه‌ها در برنامه‌هایی چون ساخت ساختمان‌های سبز شرکت می‌کنند تا بتوانند دانشجویان تحصیلات تکمیلی بیشتری جذب نمایند. ساختمان‌های سبز در محیط‌های دانشگاهی هم به دانشجویان و هم به دانشکده‌های موجود در این دانشگاه‌ها سودمی‌رساند.

## سامانه رتبه‌بندی LEED
موسسه‌های بسیاری در ایالات متحده آمریکا سامانه رتبه‌بندی ساختمان سبز LEED (پیشرو در صرفه‌جویی انرژی و طراحی محیطی) را مدیریت می‌کنند. توسعه سامانه رتبه‌بندی LEED به صورت ملی به عنوان روشی پیش رو در ساخت سازه‌های سبز شناخته می‌شود. این سامانه رتبه‌بندی شامل طراحی، ساخت و نگهداری ساختمان است. LEED روشی پیوسته را برای ساخت و طراحی مصالح به کار می‌گیرد. این سامانه رتبه‌بندی از ۶ بخش اصلی طراحی سازه، مدیریت مصرف آب، مدیریت مصرف انرژی، مصالح مورد استفاده، کیفیت هوای داخل ساختمان و نوآوری و خلاقیت در فرایند طراحی تشکیل شده‌است. هر یک از این بخش‌ها شامل اعتبار و امتیازاتی هستند که یک ساختمان «سبز» در نحوه طراحی، ساخت و نگهداری می‌تواند دریافت کند.

### سطوح احراز صلاحیت سامانه LEDD
سامانه LEDD دارای ۴ سطح متفاوت از تعیین صلاحیت و ارائه گواهینامه است. تمامی این سطوح وابسته به میزان اعتبارات و امتیازاتی است که از طریق سامانه رتبه‌بندی LEDD کسب شده‌است. در این سامانه ۱۰۰ امتیاز ممکن به علاوه ۶ امتیاز اضافی برای خلاقیت در طراحی و ۴ امتیاز نیز برای اولویت‌های منطقه‌ای در نظر گرفته شده‌است.
سازه‌ها بر اساس سطوح ذیل تعیین صلاحیت شده و به آن‌ها گواهی مربوطه ارائه‌می‌شود:
- تأیید شده: ۴۰ تا ۴۹ امتیاز
- نقره‌ای: ۵۰ تا ۵۹ امتیاز
- طلایی: ۶۰ تا ۷۹ امتیاز
- پلاتینیومی: ۸۰ امتیاز به بالا

### راهنمای کاربری LEED-NC برای چند پروژه ساختمانی در محیط‌های دانشگاهی
USGBC یک راهنمای کاربری برای مدیریت سامانه رتبه‌بندی LEED در دانشگاه‌ها، شرکت‌های بزرگ یا دولت منتشر کرده‌است که شامل ساختمان‌های متعددی است. این برنامه برای پروژه‌هایی طراحی شده‌است که در آن چندین ساختمان به‌طور هم‌زمان ساخته می‌شوند یا یک ساختمان واحد با تغییر سازه‌های موجود با مالکیتی مشترک ساخته می‌شود. توجه داشته باشید که AGMBC به سامانه رتبه‌بندی LEED نسخه ۲٫۱ و ۲٫۲ اعمال می‌شود. لازم است ذکر شود که روش‌های موجود به ساختمان‌های جدیدتر نیز قابل اعمال است.

## مسائل مرتبط با AGMBC
سازه‌های قابل تحمل و پایدار مهم‌ترین چالش و مفصل‌ترین موضوع در AGMBC است.
- تنظیمات محیطی گاهی اوقات خطوط مالکیت از طریق دانشگاه را تعیین می‌کند اما یک زیرساخت مشترک را میان مناطق مختلف به اشتراک می‌گذارد (مانند روشنایی خیابان که ممکن است به ساختمان کناری نفوذ نماید، مسیرهای سیل آب‌ها که ممکن است به نواحی مشابه ریخته شود).
- یک علامت کلی برای صدور گواهینامه LEED سبب نمی‌شود تا دانشگاه بتواند بازاری از LEED را به خود اختصاص دهد.

روش احراز صلاحیت ساختمان‌های چندتایی
1. صدور گواهینامه برای یک ساختمان جدید همراه با تنظیمات ساختمان‌های موجود که به عنوان یک محیط حیاطی تلقی می‌شود به این معنا است که یک صاحب یا مدیریت یا کنترل ملک شخصی وجود دارد. استفاده از یک نوع نگهداری نه در محل ساختمان بلکه بردر فضای باز نیز می‌تواند سبب کسب امتیاز در سامانه LEED شود.
2. صدور گواهینامه برای گروهی از ساختمان‌های جدید به عنوان یک پکیج است که در ان کل مجموعه سازه به عنوان یک پکیج امتیاز دهی شده و تنها یک رتبه دریافت می‌کند. این ساختمان‌ها کل فضای باز یا مجموعه‌ای از فضای باز را در بر می‌گیرند.
3. صدور گواهینامه برای ساختمان‌های جدیدی که بر اساس مجموعه‌ای از استانداردهای تدوین شده ساخته می‌شوند انجام می‌شود اما رتبه‌ای مستقل بر مبنای دستیابی به اعتبارات و امتیازات محیط‌های خارج از ساختمان مختص به ان را دریافت می‌کند. این ساختمان‌ها ممکن کل فضای باز بیرون یا بخشی از ان را در بر بگیرند.

سطوح دسته‌بندی LEED مورد نیاز برای انتخاب دانشگاه‌ها
در ایالات متحده تنها ۱۰ دانشگاه وجود دارد که برای ساخت آینده‌ای پایدار تعیین شده‌اند. هر یک از این دانشگاه‌ها تعهد خود را در زمینه ایجاد خلاقت در طراحی پایداری فضای باز و مسائل مربوطه توصیف می‌کنند.

## سامانه رتبه‌بندی رتبه‌بندی LEED انجمن ساختمان سبز
- دانشگاه براون: نیازمند حداقل یک ساختمان جدید برای کسب رتبه " نقره‌ای" است.
- دانشگاه ایالتی پلی تکنیک کالیفرنیا: نیازمند حداقل ساخت یک ساختمان جدید است تا در رتبه‌بندی حداقل " تأیید شده" قرار بگیرد.
- مؤسسه فناوری جورجیا: نیازمند حداقل یک ساختمان جدید برای قرارگیری در رتبه " تأیید شده" است.
- دانشگاه هاروارد: نیازمند حداقل یک ساختمان جدید برای کسب رتبه " نقره‌ای" است.
- مؤسسه فناوری ماساچوست: نیازمند حداقل یک ساختمان جدید برای کسب رتبه " نقره‌ای" است.
- دانشگاه نورس وسترن: نیازمند حداقل یک ساختمان جدید برای قرارگیری در رتبه " تأیید شده" است.
- داشگاه پرینستون:: نیازمند حداقل یک ساختمان جدید برای کسب رتبه " نقره‌ای" است.
- دانشگاه فلوریدا:: نیازمند حداقل یک ساختمان جدید برای کسب رتبه " طلایی " است[۸].
- دانشگاه نورس تگزاس: نیازمند حداقل یک ساختمان جدید برای کسب رتبه " نقره‌ای" است [۹].
- دانشگاه آرگون: نیازمند حداقل یک ساختمان جدید برای قرارگیری در رتبه " تأیید شده" است.
- دانشگاه ورمونت: نیازمند حداقل یک ساختمان جدید برای کسب رتبه " نقره‌ای" است.
- دانشگاه فلوریدا: تنها دانشگاهی است که موفق به کسب رتبه "طلایی" LEED شده‌است.

## روش‌های ساخت و ساز سبز در محیط‌های دانشگاهی
روش‌های ذیل در فضاهای آزاد و اطراف کشور بسیار مرسوم هستند. به دلیل مقیاس بزرگ محیط‌های دانشگاهی، تأثیر این روش‌ها به‌طور صحیحی برای صرفه‌جویی در انرژی و افزایش راحتی ساکنان فضای دانشگاه قابل تقدیر است.
- سقف‌های سبز: جایگزین‌های سقفی گیاهی و زنده؛ راهکاری برای مقابل با حرارت است.
- امتیازهای VOC پایین: به شدت انتشار بوهای متعفن و آزار دهنده را کاهش می‌دهد و همچنین سبب افزایش راحتی در فضای باز می‌شود.
- لامپ‌های فشرده فلورسنت: انرژی کمتری مصرف می‌کنند و بنابراین گرمای کمتری نیز بروز می‌دهند و در مصرف انرژی برای سرمایش ساختمان صرفه‌جویی می‌کنند.
- استفاده از مواد بازیافتی
- خرید و استفاده از مصالح محلی- این کار سبب کاهش هزینه‌های انتقال می‌شود چرا که انرژی کمتری برای حرکت وسایل نقلیه صرف می‌شود.
- حفظ و جابجایی درخت
- لوله‌کشی جریان کم- آب کمتری استفاده می‌شود.
- حمل و نقل جایگزین: فضاهای آزاد از حمل نقل چرخی، اتوبوس‌های تندرو و پیاده‌روهای ایمن استفاده می‌کنند. همچنین اتومبیل‌های فشرده در محیط‌های دانشگاهی بسیار محبوب هستند. مصالح پایدار مورد استفاده در ساختمان‌های سبز

مصالح پیش رو نمونه‌هایی از محصولات پایدار هستند که در ساخت و ساز سبز مورد استفاده قرار می‌گیرند. این مصالح آسیب کمتری به محیط زیست وارد می‌کنند. امروزه بسیاری از مصالح دارای جانشین‌های سبز هستند

## بتن

### شکل دیوار تخت PS 4000
- طراحی زبانه و شیار بهبود یافته سبب ساده‌سازی نصب و راه اندازی در کار می‌شود و مشکلات مرتبط با نشت بتن در بالای دیوار را به حداقل می‌رساند.
- یک طراحی منحصر به فرد استحکام بیشتری در مقابل آتش‌سوزی فراهم می‌کند.
- فناوری ساخت و ساز برتری را فراهم کن تا سازه‌های کم هزینه و با کارایی بالا را تحویل دهد که ایمن تر، ساکت‌تر، راحت‌تر، بهینه در مصرف انرژی و از نظر سازه‌ای بسیار ایمن و از نظر محیطی سامانه ساخت وساز مسئول است.

Flyash
- به این دلیل که Flyash از جایگزیی سیمان پرتلند استفاده می‌کند بنابراین نیاز به تولید سیمان را که فرایندی انرژی بر و یکی از منابع مهم در انتشار گازهای دی‌اکسید کربن است را کاهش می‌دهدو
- کارایی بهتر بدون افزایش هزینه
- می‌تواند تا حداکثر ۳۰ درصد جرم سیمان پرتلند جایگزین شود و به استحکام نهایی بتن بیفزاید و مقاومت شیمیایی و دوام ان را افزایش دهد.
- مقاومت شیمیایی و دوام ان را افزایش دهد.

### بنایی
- مصالح ساختمانی مرغوب
- یک مش انتقال دهنده و غیر چرب‌کننده پلیمری که از پلاستیک صد در صد بازیافت شده ساخته می‌شود و به‌طور کامل در حریم هوایی نصب می‌شود.
- از نفوذ ملات به حریم هوایی جلوگیری می‌کند و ناحیه‌ای پیوسته برای زهکشی و تهویه مطبوع را فراهم می‌کند.
- مدیریت مصرف اب را تضمین می‌کند.
- هزینه‌های ساختمانی را کاهش می‌دهد.

### بلوک Sealtech
- با ۱۰ درصد پودر پلاستیک غنی شده بازیافتی عنوان «سبز» را دریافت می‌کند.
- سطح غیر متخلخل به معنای کاهش نفوذ پذیری است و در مقابل اب مقاوم است.
- در مقایسه با سایر بلوک‌های بتنی مقاوم تر اما ۱۰ درصد سبک‌تر است و هزینه‌های انتقال ان نیز کمتر می‌باشد.

## فلزات
میخ‌های Maze
- از فولاد بازیافتی ساخته شده‌است.
- از فولاد بازیافتی برای تولید این میخ‌ها در کارخانه با استفاده از فرایند ذوب مجدد استفاده می‌شود.
- میخ‌ها با استفاده از یک پوشش دولایه زینک برای افزایش دوام گالوانیزه می‌شوند.

### قالب بندی فلزی به شکل سرد
- سبک و ابعاد ان پایدار است
- حاوی ۲۰ تا ۲۵ درصد فلز بازیافتی است. بخش ۶: چوب، پلاستیک و کامپوزیت‌ها

## سطوح سازگار با محیط زیست
- از لاستیک‌های بازیافت شده ساخته می‌شوند.
- در مقابل لغزش مقاوم هستند.
- در مقابل اب مقاوم هستند و در درجه حرارت‌های بالا ایستادگی می‌کنند

## الوار اصلاح شده
- اگر مورد استفاده قرار نگیرد، چوب درخت باید سوزانده یا ورقه ورقه شود.
- جنگل‌های با درخت‌های مسن حفاظت می‌شوند.
- با دوام و خوش‌ترکیب هستد.
- این نوع چوب در طی زمان پایدار است و در مقابل تغییرات رطوبت مقاوم است.

### چوب مهندسی شده، Gluecalm
- الوار پلاستیکی مزیت محیط زیستی قابل توجهی نسبت به چوب معمولی با استفاده از درخت‌هایی با رشد سریع و قطر کمتر دارد.
- از پلاستیک بازیافت شده‌استفاده می‌کند و جایگزین مؤثری برای الوار تحت فشار است و منابع درخت‌های الواری حفاظت می‌کند.
- فاسد نمی‌شود، اب را جذب نمی‌کند و تراشه تراشه یا خرد نمی‌شود.
- در مقابل چربی، نمک و مواد شیمیایی مقاوم است.

## حفاظت حرارتی و رطوبتی
کاشی‌های سیمانی پشت بام
- به‌طور تقریبی از ۳ بخش ماسه، یک بخش سیمان و ۱۰ درصد اب تشکیل شده‌است.
- نگهداری محدود مورد نیاز است.
- کاشی‌های سیمانی در مقابل باد مقاوم هستند.
- حداکثر ۱۰۰ سال عمر می‌کنند.

## دهانه‌ها

### پارچه‌های PVC صفحه نمایش سبز
- ساختار PVC از پلی اورتان و هسته پلی استر از قبل طراحی شده
- چهار سطح متفاوت از دید: ۳ درصد، ۵ درصد، ۱۰ درصد و ۲۵ درصد
- حذف محتوای PVC در تولید پارچه‌های صفحه سبز
- وجود محتوای PVC سبب می‌شود تا بازیافت و تبدیل ان پارچه‌های صفحه سبز از محل‌های دفن زباله آسان‌تر و سریع تر انجام شود.

### کف پوش چوب خیزران
- خیزران چوب نیست اما نوعی علف است.
- منع تجدید پذیر که در حداقل ۵ سال قابل برداشت می‌باشد.
- بسیار مقاوم و باردار تر از الوارهای چوب
- کمتر منقبض یا منبسط می‌شود

## اثاثیه‌ها

### پارچه‌های لوازم داخلی مورد استفاده برای کنترل اب و هوا
Climatex ترکیبی از پارچه‌ها برای فراهم کردن راحتی صندلی است.
- چوب خالص برای حفظ گرما عالی و برای جذب رطوبت بسیار مناسب است.
- پلی استر برای انتقال سریع رطوبت کاربرد دارد.
- الیاف گیاهی اثر گرمایشی و انتقال رطوبت مناسبی را فراهم می‌کند.

## پنل‌های خورشیدی همیشه سبز
- یک قاب محکم، دو دیواره و عمیق همراه با حفره‌های زهکشی اب یکپارچه شده
- انرژی کم- زمان بازگشت انرژی به مدت ۱۸ ماه
- کربن و سرب استفاده شده کم

## توسعه پایدار محیط‌های دانشگاهی بین‌المللی
سازمان‌ها:

### شبکه محیط‌های دانشگاهی پایدار بین الملی
دانشگاه‌ها نقشی پیشرو در توسعه دانش، فناوری و ابزارهای برای ایجاد اینده‌ای پایدار دارند. برای اجرای مؤثر و معتبر این نقش، آن‌ها نیازمند تمرکز بر روی پایداری حتی بر روی عملکرد و اقدامات خود دارد. پروژه‌های محیط‌های دانشگاهی چه تحصیلی یا توسعه‌های محیط‌های دانشگاهی یا شرکتی باشند، چالش‌ها و فرصت‌های پایداری جالبی را فراهم می‌کنند. اولاً اندازه آن‌ها در خط مرزی میان پروژه‌های تک ساختمانی و برج‌های کوچک، مقیاس مناسبی برای انرژی ابداعی و راهکارهای انتقال است. دوما آن‌ها باید همسایگی‌های تک هدفی معینی را با تمرکز بر تحصیلات، تحقیق، توسعه یا توزیع ایده‌ها، محصولات یا خدمات جدید مشخص نمایند.
- هدف ۱: ساخت و ساز، بازسازی و اجرای پایدار
- هدف ۲: طراحی و توسعه، جابجایی و یکپارچه سازی انجمنی پایدار

## دستورالعمل بین‌المللی ساخت و ساز سبز
دستور العمل ساخت و ساز سبز بین الملیی بخشی از انجمن دستور العمل‌های بین‌الملل (ICC) است. به عنوان بخشی از تعهد این دستورالعمل برای مفاهیم ایمنی سبز و پایدار، انجمن دستورالعمل مجموعه جدیدی از دستورالعمل عمل‌ها را در ابتکارهای سالانه به نام IGCC توسعه داده‌است. این ابتکار شامل همکاری نزدیک متحدها و پیش قدم‌ها در ساختمان سبز است. دستورالعمل ساخت و ساز سیز بین‌المللی متعهد است تا دستور العمل‌های مؤثر و بهینه را توسعه دهد [۱۱].

## انجمن ساختمان سبز جهانی
انجمن ساختمان سبز جهانی سازمانی بین‌المللی است که خدماتی را به انجمن‌های ساختمان سبز را در بسیاری از کشورهای توسعه یافته و در حال توسعه ارائه می‌دهد. این انجمن کار خود را در سال ۱۹۹۹ با برگزاری اولین نشست در کالیفرنیا آغاز کرد. هشت عضو در اولین نشست حضور داشتند.
- انجمن ساختمان سبز ایالات متحده
- انجمن ساختمان سبز استرالیا
- انجمن ساختمان سبز اسپانیا
- انجمن ساختمان سبز بریتانیا
- انجمن ساختمان سبز ژاپن
- انجمن ساختمان سیز امارات متحده
- انجمن ساختمان سبز روسیه
- انجمن ساختمان کانادا

مؤسسه WorldGBC در سال ۲۰۰۲ تأسیس شد و کار خود را از تورنتو کانادا آغاز کرد. بیش از ۱۵ مؤسسه GBC ثبت شده‌است و ۳۵ کشور در حال پیوستن به GBC هستند [۱۲].

## مطالعات موردی ساختمان‌های سبز دانشگاهی

### دانشگاه استنفورد مرکز مدیریت نایت
استنفورد یکی از دانشگاه‌های پیش قدم در جنبش ساختمان‌سازی سبز است و این دانشکده تلاش می‌کند تا به گواهی نامه پلاتینیوم LEED برای دانشکده اقتصاد تازه تأسیس مرکز مدیریت نایت دست یابد. این هدف در پاییز سال ۲۰۱۱ پایه‌گذاری شد [۱۳]. این مرکز دارای هشت ساختمان به صورت چهارگوش قرار گرفته‌اند که مساحت فضای داخلی آن‌ها ۳۶۰ هزار فوت مربع (۳۳ هزار متر مربع) است. بر اساس گفته یک معمار معروف، استن بولز از شرکت بورا در پرتلند، آرگون، «جهت‌گیری ساختمان در بعد شمالی-جنوبی باریک است. ان‌ها برای روشنایی، تهویه و سایه اندازی بهینه طراحی شده‌اند. دیوارهای خارجی طوری طراحی شده‌اند که ناحیه شیشه‌ای ایجاد شود ولی توسط صفحات خارجی برای جلوگیری از گرمایش بیش از حد سایه زنی شده‌اند» [۱۴].
اهداف این پروژه عبارت است از:
- کاهش حداقلی ۴۰ درصد در مصرف اب
- دستیابی به حداقل ۴۰ درصد استانداردهای راندمان انرژی فعلی
- تولید حداقل ۱۲ درصد برق از طریق انرژی خورشیدی
- استفاده از اب باران یا چرخه مجدد فاضلاب به منظور کاهش ۸۰ درصدی استفاده از اب شرب در انتقال فاضلاب
- بازیافت ۵۰ تا ۷۰ درصد زباله هیا ساختمانی بی‌خطر
- استفاده از مصالح ترکیبی ارگانیک برای اطمینان از کیفیت هوای داخل ساختمان [۱۴٬۱۵].

رئیس دانشگاه استنفورد، جان ال هنسی می‌گوید: «یکی از بزرگ‌ترین چالش‌های عمومی که امروزه با ان مواجه هستیم استفاده پایدار از منابع طبیعی گیاهی است. دانشکده تحصیلات تکمیلی اقتصاد نقش مهمی در حل این چالش‌ها ایفا می‌کند چرا که می‌تواند راه توسعه محیط‌های دانشگاهی جدید را هدایت نماید» [۱۴]. دانشگاه آکسفورد نقش فعالی در ساخت سازه‌های سبز در محیط دانشگاه خودش را دارد و مرکز مدیریت نایت نمونه بسیار خوبی برای نمایش پایدار بودن یک ساختمان است.

### دانشگاه کالیفرنیا در سانتا باربار: دانشکده علوم و مدیریت محیط زیست دونالد برن
دانشکده علوم و مدیریت محیط زیست دونالد برن در دانشگاه کالیفرنیا در سانتا باربارا در ایالت کالیفرنیا واقع شده‌است. آزمایشگاه دانشگاهی و امکانات کلاس درس مقرون به صرفه، فناوری‌های کم مصرف و عملیات دیگر را نشان می‌دهد. ساختار بتنی و فولادی در سال ۲۰۰۲ تکمیل شد و نزدیک به ۲۷ میلیون و ۵۰۰ هزار دلار هزینه دربرداشته‌است. دانشکده دونالد برن اولین آزمایشگاهی بود که مجوز رسمی پلاتینیومی LEED را دریافت کرد که بالاترین رتبه در میان سامانه رتبه‌بندی ملی انجمن ساختمان سبز ایالات متحده است و دارای ویژگی‌های ساختمانی ذیل می‌باشد:
حفاظت سایت: از آنجا که راهرو دانشکده دونالد برن در همسایگی اقیانوس قرار دارد یک سازه حفاظتی مقاوم طراحی و پیاده‌سازی گردید تا از آلودگی اب راه‌های محلی توسط اب طوفان‌های دریایی جلوگیری شود.
صرفه جویی در مصرف اب: یک سامانه تفکیک شده نصب و راه اندازی شده تا اب غیر شرب را برای استفاده در توالت‌ها و اب رسانی به محیط اطراف هدایت نماید. همچنین گلدان‌های خشکی نصب و راه اندازی شده‌است و تخمین زده می‌شود هر یک از آن‌ها سالیانه حدود ۴۵ هزار گالون در مصرف اب صرفه جویی کنند.
صرفه جویی در مصرف انرژی: این طراحی شامل یک سامانه فوتوولاتیک پشت بامی ۴۰ واتی، تهویه مطبوع همراه با یک سامانه بهم پیوسته برای گرمایش، کنترل‌کننده‌ها روشنایی، نور افشانی کم مصرف، دیگ بخار با راندمان بالا و چیلر ترکیب شده به یک حلقه ابی مجای می‌باشد. این سنجش‌های صرفه جویی در انرژی کمک می‌کند تا ساختمان به عنوان ۲۴ (استانداردهای ۱۹۹۸) با ۳۱ درصد دست یابد.
کارایی مصالح: ۹۳ درصد از نخاله‌های ساختمانی از محل‌های دفن زباله جمع‌آوری شده‌است. محتوای محصولات بازیافتی شامل ۱۲ تا ۲۰ درصد flyash در بتن، کاشی‌های شیشه‌ای و اشپزخانه‌ای، ۱۰۰ درصد محتوای فرش بازیافتی و کف پوش‌های لاستیکی به دست آمده از تایرها. دیگر محصولاتی که از نظر زیست‌محیطی قابل قبول هستند و برای مصالح سطوح داخلی استفاده می‌شوند شامل پوشش کف اتاق و کف پوش چوب پنبه‌ای طبیعی، کابینت‌های با چوب خیزران و کف پوش بتنی سیاه رنگ است [۱۶].
بر اساس ساختمان عالی، دانشکده دونالد برن در داشگاه کالیفرنیا در شهر سانتا باربارا از مزیت چشم‌انداز زیبا در کنار اقیانوس آرام سود می‌برد و این ساختمان سبز نه تنها از نظر رادمان بلکه برای تجربه نیز دربرگیرنده طبیعت است. این ساختمان حیاط قابل توجهی دارد که فرصت زیادی را برای تعامل اجتماعی فراهم می‌کند و سبب می‌شود که انتقال‌های میان ورودی‌ها و خروجی‌های ساختمان نسبت به بسیاری از ساختمان راحت‌تر و با دوام بیشتری باشد. تخمین زده می‌شود که ساخت تالار برن با مصالح و روش‌های پایدار تنها ۲ درصد به هزینه ساخت اضافه کرده‌است که به سادگی در طی زمان با صرفه جویی در انرژی برگشت داده می‌شود [۱۷].

### دانشگاه کارولینای شمالی در Chample Hill: مرکز آموزشی باغ‌های گیاه‌شناسی
این مرکز آموزشی با مساحتی بالغ بر ۲۹۶۵۶ فوت مربع (۲۷۷۱٫۱ متر مربع) در دانشگاه کارولینای شمالی در منطقه Champel Hill واقع شده‌است. این ساختمان از سه بخش اصلی تشکیل شده‌است که از طریق مسیرهای مسقف به یکدیگر متصل هستند. بخش مرکزی ورودی بازدیدکننده به مرکز آموزش است که از طریق یک مسیر مسقف وسیع وارد باغ می‌شوند. در بخش غربی کلاس‌های درسی برای دانشجویان شرکت‌کننده در کارگاه‌های آموزشی پیش‌بینی شده‌است و جلوه خاصی به سالن کنفرانس داده سات. این فضای چند کاره برای سخنرانی‌ها، کنفرانس‌ها و مراسم مخصوص استفاده می‌شود[۱۸]. این مرکز آموزشی قصد دارد با ویژگی‌های ذیل رتبه پلاتینیومی LEED را کسب نماید تا در ایلات کارولینای شمالی اولین باشد:
انتخاب محل سازه و طراحی: این مرکز آموزشی در منطقه‌ای واقع شده‌است که جهت‌گیری مناسبی نسبت به تابش خورشید دارد. همچنین در طی فرایند ساخت و ساز کمترین اختلال ایجاد شده‌است و از پوشش گیاهی موجود به خوبی محافظت شده‌است.
صرفه جویی در مصرف اب: این ساختمان از محوطه سازی طبیعی و لوله‌کشی کم فشار استفاده می‌کند. اب‌های سطحی جمع‌آوری شده و مجدداً استفاده می‌شوند. ازدیگر روش‌های مورد استفاده مخازن جمع‌آوری اب باران، باغ‌ها و حفظ جلگه‌ها است.
صرفه جویی در انرژی: از چاه‌های زمین گرمایی برای گرمایش بهینه و تهویه هوا استفاده می‌شود. سلول‌های فوتوولاتیک و خورشیدی بر روی ساختمان‌ها نصب شده‌است و از روشنایی طبیعی روز به‌طور بهینه استفاده می‌شود و همچنین حسگرهای نوری به‌طور خودکار شدت روشنایی را کنترل می‌کند.
مصالح با کیفیت: به منظور کاهش هزینه‌های انتقال و انتشار گاز دی‌اکسید کربن و تقویت اقتصاد محلی، تمام مصالح با پایداری بالا در محل تولید شده‌است. چوب‌های مورد نیاز از درختان سن بالا تهیه نشده‌است. چوب مورد نیاز از جنگل‌های تعیین شده تهیه می‌شود. حداقل ۷۵ درصد از ضایعات ساختمانی بازیافت شده‌است و هیچ گونه مواد سمی نیز استفاده نشده‌است[۱۹].
این مرکز آموزشی جدید حس خوبی را منتقل می‌کند و رابطه میان انسان‌ها و طبیعت را از طریق یکپارچه سازی فضاهای داخلی و خارجی را به نمایش می‌گذارد. راهگذرهای باز، پورشه‌های راحت، نور طبیعی در هر اتاق، چشم‌انداز گیاهی زیبا و آموزشی بازدیدکننده‌ها ترغیب به دیدن می‌کند. در بسیاری از مواقع این ساختمان مرکز یادگیری و آموزش علوم و لذت بردن از گیاهان و طبیعت است [۱۹۹].

### دانشگاه فلوریدا: ورزشگاه فوتبال James W. Heavener
ورزشگاه فوتبال جدید دانشگاه فلوریدا، ورزشگاه James W. Heavener، در سال ۲۰۰۸ تکمیل گردید و رتبه پلاتینیومی از انجمن LEED برای تحمیل پذیری محیط اطراف ساختمان کسب نمود. پیمانکار رفاهی این مجموعه مدیریت ساخت PPI بوده‌است و طراحی ان توسط طراحی و پیاده‌سازی ان توسط RDG انجام شده‌است. این ساختمان شامل دفاتر اداری، اتاق‌های کنفرانس، محل نمایش امتیازات و اتاق‌های بدنسازی است [۲۰]. انجمن LEED به این مجموعه امتیاز ۵۲ از ۶۹ امتیاز ممکن برای کسب گواهینامه را اختصاص داده‌است که سبب قرارگیری ان در رتبه پلاتینیومی شده‌است. این مجموعه رفاهی اولین مجموعه رفاهی ورزشی در ایلات متحده و همچنین اولین سازه در ایالت فلوریدا است که موفق به کسب رتبه پلاتینیومی شده‌است. این ساختمان ۲۸ میلیون دلاری به هدف اصلی خود یعنی کسب رتبه نقره‌ای LEED است رسیده‌است [۲۱].
این سازه ویژگی‌های متعددی دارد که سبب کسب رتبه پلاتینیومی شده‌است. این ویژگی‌های در ارتباط با مصرف اب در داخل ساختمان است که به میزان ۴۰ درصد کاهش یافته‌است [۲۰]. این ساختمان دلیل ویژگی‌های صرفه جویی انرژی در ان تنها به ۳۵ درصد انرژی مصرفی در سطح ملی و ایالتی نیازمند است [۲۰]. نکته جالب دیگری که در ارتباط با ساخت این سازه این است که بسیاری از مواد استفاده شده در ساخت از فاصله ۵۰۰ مایلی دانشگاه فلوریدا تهیه شده‌است که سهمی مهمی در کاهش انتشار گازهای گلخانه‌ای داشته‌است. همچنین ۷۸ درصد از موارد ساختمانی استفاده شده بازیافت شده‌است. بهار ارمغانی، دستیار مدیر LEED در دانشگاه فلوریدا گفته‌است: «سازه‌های سبز نه تنها با استفاده از فناوری‌های پیشرفته در هزینه‌ها صرفه جویی می‌کنند بلکه سرمایه‌هایی برای مردم و محیط زیست نیز به‌شمار می‌روند» [۲۰]. دانشگاه فلوریدا نوآوری در ساخت سازه‌های جدید به کار برده‌است تا بتواند رتبه طلایی یا بالاتر را با ساخت ای سازه به دست آورد. این دانشکده نیازمندی‌های خود را با دستیابی به رتبه پلاتینیومی ارتقا داده‌است.
ویژگی‌های اصلی این مجموعه ورزشی عبارتند از:
- حسگرهای کنترل نور
- فرش ارگانیک
- نقاشی و کف سازی توسط مواد بازیافتی
- لوازم کاهش دهنده فشار و سر شیرهای کاهش دهنده مصرف اب
- توالت‌هایی با دو فلاش تانک
- لعاب کاری، عایق سازی و استفاده از مواد منعکس‌کننده بر روی شیشه
- سقف سبز بر روی اتاق بدن سازی
- اصلاح ۱۰۰ درصدی سامانه آبیاری به فضای سبز [۲۰] دانشکده آموزش دانشگاه High Point

دانشکده High Point در شهرهای پوینت در ایلات کارولینای شمالی واقع شده‌است که توانسته گواهی ساختمان سبز را برای دانشکده آموزش از طرف LEED کسب نماید. این ساختمان با مساحت ۳۱ هزار فوت مربع دپارتمان‌های آموزش و روانشانسی را دربرگرفته‌است که شامل کلاس‌های درس پیشرفته، ازمایشگاه‌های رایانه و دفاتر اداری است. در این دانشکده آخرین تجهیزات آموزشی با فناوری بالا مانند تخته‌های هوشمند، کتابخانه اختصاصی کودکان، بازی‌های ریاضیات و علوم به شکل صفحات لمسی، آزمایشگاه مخصوص برای شبیه‌سازی کلاس درس مدرسه ابتدایی، آزمایشگاه Mac و بخش‌های تحقیقاتی روانشانسی است. ساختمان دانشکده آموزش نمونه بسیار خوبی برای حفاظت از انرژی است چرا که کف تا سقف ان از روشنایی طبیعی روز استفاده می‌کند و همچنین حسگرهای نوری در تمامی اتاق‌ها وجود دارد [۲۲].

### امارهای کلیدی
- مصرف اب در داخل ساختمان به میزان ۳۰ درصد و در سامانه آبیاری محیط سبز ۵۰ درصد صرف جویی شده‌است.
- مصرف انرژی ۲۴ درصد کاهش یافته‌است.

بین‌الملل:

### مرکز دانشجویی چارلز هوستلر
این مرکز مشرف به اسکله شهر بیروت است که در شاهراه اصلی شهر واقع است و مساحت ان ۲۴۰ هزار فوت مربع (۱۹ هزار متر مربع) است. تسهیلات اقامتی و امکانات ورزشی تفریحی برای شنا، بسکتبال، هندبال، والیبال، اسکواش و تمرینات بدن سازی محیا شده‌است. این فضا همچنین دارای یک سالن کنفرانس با چندین اتاق گفتگو، کافه تریا همراه با فضای مطالعه و پارکینگ زیر زمینی با ظرفیت ۲۰۰ خودرو می‌باشد [۲۳].

### روش‌های ساخت و ساز سبز
- چندین ساختمان به عنوان یک ساختمان اصلی سازمان‌دهی می‌شوند.
- در ساختمان گردش مجدد هوا همراه با سایه جهت فعالیت‌ها ایجاد شده‌است.
- جهت‌گیری فرم شرق به غرب ساختمان کمک می‌کند تا سایه در حیاط‌های درونی ساختمان به وجود و سبب کاهش تابش نور خورشید می‌شود. همچنین این جهت‌گیری سبب می‌شود که نسیم شب و روز برای خنک کردن فضاهای خارج ساختمان مورد استفاده قرار گیرد.
- فضاهای سبز موجود بر روس پشت بام منظره‌ای دل‌انگیز همراه با حیاط‌های بالایی ایجاد می‌کند و در نتیجه سبب کاهش تابش نور خورشید در این مناطق می‌شود.
- برنامه‌های کاربردی در محل از طریق ایجاد سایه و پیش‌بینی فضای خارج ساختمان قابل اجراو پیاده‌سازی هستند [۲۴].

### شهر دانشگاهی (آکادمیک) بین‌المللی دوبی- فاز III
شهر علمی (آکادمیک) بین‌المللی دوبی- فاز III (DIAC phase-III) از چهار ساختمان دانشگاهی و یک مرکز غذایی تشکیل شده‌است که در منطقه‌ای به وسعت ششصد هزار فوت مربع (پنجاه و شش هزار متر مربع) توزیع شده‌است. این شهر از LEED گواهینامه درجه نقره دریافت کرده‌است و انتظار می‌رود که سالانه حدود ۲٫۳ میلیون ADE از محل کاهش در هزینه‌های انرژی، تغییرات در سرمایش منطقه‌ای، هزینه‌های آبیاری، تانکر فاضلاب و هزینه‌های اب داخلی صرفه جویی نماید [۲۵].
ویژگی‌های ساخت و ساز سبز عبارتند از:
- چرخه بازیابی حرارت
- افزایش سطح عایق سازی
- بهینه‌سازی هوای تازه از طریق راه اندازهای سرعت متغیر در واحدهای هواساز
- پنجره‌های ضروری
- چگالی توان روشنایی کم

این ویژگی‌ها سبب می‌شود که این دسته‌بندی نسبت به استانداردهای ۹۰٫۱–۲۰۰۴ انجمن مهندس گرمایشی، سرمایشی و تهیه هوا ایالات متحده (ASHARE) حدود ۲۱ درصد راندمان بالاتری داشته باشد [۲۵]. همچنین این مجموعه از ویژگی‌ها نسبت به استانداردهای تدوین شده آژانس حفاظت محیط زیست آمریکا (EPA) 30 درصد در مصرف آشامیدنی و ۴۰ درصد در مصرف اب کشاورزی و آبیاری صرفه جویی می‌کند. این صرفه جویی‌ها با نصب یک محدوده‌کننده کم جریان اب در حوضچه‌های شستشو و فلاش تانک‌های دو تایی در اتاق‌های شستشو همانند افزودنی‌های خاک برای مناطق چشم‌انداز به دست می اید[۲۶].